# Женщина в шляпе и меховом воротнике
«Женщина в шляпе и меховом воротнике (Мария-Тереза Вальтер)» (исп. Mujer con sombrero y cuello de piel (Marie-Thérèse Walter)) — картина испанского художника Пабло Пикассо, написана в 1937 году и представляет собой живопись маслом на холсте размером 61 × 50 см. В настоящее время хранится в Национальном музее искусства Каталонии в Барселоне.
Картина была написана в Париже 4 декабря 1937 года и является одним из многочисленных портретов Марии-Терезы Вальтер кисти Пикассо в период с 1927 по 1935 год. Модель была любовницей художника и матерью его дочери Майи.
В этих портретах Пикассо молодость и личность Вальтер подвергаются тысячам метаморфических преобразований. Художник объединяет фронтальный вид лица и профиля в единое изображение и превращает модель в икону чувственности с помощью богатого живописного языка, в котором искаженные формы означают консолидацию, так называемого, «стиля Пикассо». Портрет в то же время является эпилогом конфронтации между двумя главными моделями художника — Вальтер и Дорой Маар. Несмотря на искаженные формы, расходящиеся глаза и угловатые черты, этот портрет легко идентифицируется, потому, что подобно другим портретам, которые были написаны Пикассо в то же время, где натурщицами художника были Нуш Элюар и Дора Маар, картина демонстрирует индивидуальные черты модели.
Четкая связь произведений Пикассо и его сексуальной жизни сегодня считается само собой разумеющейся, и когда обсуждается его искусство начала 1930-х годов, то обычно употребляемая фраза «период Марии-Терезы». Связь Пикассо с Вальтер была тайной. Место модели затем заняла Ольга Хохлова, ставшая женой художника. В «Женщине в шляпе и меховом воротнике» Пикассо изобразил одновременно лицевой профиль и фронтальный вид модели. Она смотрит на зрителей как слева, так и справа. В картине живописца женщина является движущей силой выражения сильных эмоций, источником которых являются общечеловеческие чувства.
Картина вошла в собрание Национального музея искусства Каталонии в 2007 году, и является одним из восьми полотен Пикассо в музейной коллекции. Она была приобретена в США, перевезена в Испанию и передана музею фондом Альбертис. Инвентарный номер в собрании — № 214090.